# 森真沙子
森 真沙子（もり まさこ、1944年1月4日 -）は、日本の小説家、推理作家、ホラー作家、時代小説作家。

## 略歴
神奈川県横浜市生まれ。本名は深江雅子。北海道函館西高等学校を経て奈良女子大学文学部を卒業する。雑誌、週刊誌の記者を経る。1979年、「バラード・イン・ブルー」で第33回小説現代新人賞を受賞し、小説家デビュー。初期には、ミステリーやサスペンスを発表し、後にホラー、時代小説と執筆ジャンルの幅を広げている。

## 作品リスト

### 単著
- ザ・ショック 廣済堂出版 1982（豆たぬきの本）
- 総統の招待者 祥伝社 1984（ノン・ノベル）
- カチューシャは歌わない 祥伝社 1984（ノン・ノベル）
- 闇のなかの巡礼 講談社ノベルス 1984
- 悪魔を憐れむ歌 広済堂 1985 のち文庫
- 白い街の復讐者 有楽出版社 1985
- 雪女の棲む館 講談社ノベルス 1986 のち日文文庫
- 水晶の夜 ボヘミアングラス殺人事件 角川ノベルス 1986 のち文庫
- 札幌雪祭り殺人事件 光文社 1987（カッパ・ノベルス）
- 青い灯の館 ザ・ハウス・オブ・ブルーライト 角川文庫 1989
- 眼のない人形たち 祥伝社 1989 のち日文文庫
- 人生のもう一つの扉 天山出版 1989 「見知らぬ扉」日文文庫
- 夜の扉へ 現代霊異記 天山出版 1990 「喪の宴」角川ホラー文庫
- 家康暗殺 謎の織部茶碗 祥伝社 1991
- 聖女のふりをして ベストセラーズ 1992
- 転校生 角川ホラー文庫 1993
- 猫祭りの夜  実業之日本社 1993 (Joy novels) のち日文文庫
- 放課後の記憶 立風書房 1994
- 邪視 東京ゴーストストーリー 学習研究社 1994 のち文庫
- 妖恋花 幻想押花帖 実業之日本社 1994
- 真夜中の時間割 転校生2 角川ホラー文庫 1995
- 東京怪奇地図  角川書店 1997 のち文庫
- アフロディテの首 実業之日本社 1997
- 水域 転校生 3 角川ホラー文庫 1999
- 宗湛修羅記 秀吉と利休を見た男 祥伝社 1999
- 朱 角川春樹事務所 2000（ハルキ・ホラー文庫）
- 青衣童子 角川春樹事務所 2001（ハルキ・ホラー文庫）
- 化粧坂 角川書店 2001
- 快楽殿 トクマ・ノベルズ 2001
- 廃帝 角川春樹事務所 2004（角川時代小説倶楽部）
- 熱域 小学館文庫 2005
- 川明かり 木阿弥探偵帖 学研M文庫 2006
- 妖花一夜契 徳間書店 2007.7
- 日本橋物語 蜻蛉屋お瑛 二見書房 2007（二見時代小説文庫）
- 迷い蛍 日本橋物語 2 二見書房 2007（二見時代小説文庫）
- まどい花 日本橋物語 3 二見書房 2008（二見時代小説文庫）
- 秘め事 日本橋物語 4 二見書房 2008（二見時代小説文庫）
- 旅立ちの鐘 日本橋物語 5 二見書房 2009（二見時代小説文庫）
- 子別れ 日本橋物語 6 二見書房 2009（二見時代小説文庫）
- やらずの雨 日本橋物語 7 二見書房 2010（二見時代小説文庫）
- お日柄もよく 日本橋物語 8 二見書房 2011（二見時代小説文庫）
- 桜追い人 日本橋物語 9 二見書房 2012（二見時代小説文庫）
- 冬蛍 日本橋物語 10 二見書房 2013（二見時代小説文庫）

### アンソロジー
- 見知らぬ私 角川ホラー文庫　1994年7月　「水の中の放課後」
- 万華鏡　ホラー・アンソロジー　祥伝社文庫　1996年9月　　「麦の記憶」
- 異形コレクション ラヴ・フリーク 廣済堂文庫 1998年1月　「ニューヨークの休日」
- ドッペルゲンガー奇譚集―死を招く影　角川ホラー文庫　1998年12月　　「エイプリル・シャワー」
- ゆきどまり―ホラー・アンソロジー 祥伝社文庫　2000年7月　「Uターン」
- 緋迷宮　祥伝社文庫　2001年12月　　「かもめ」
- 十の恐怖 角川ホラー文庫　2002年1月　「あと十分」
- 紅迷宮　祥伝社文庫　2002年6月　　「笑うウサギ」
- 鬼瑠璃草―恋愛ホラー・アンソロジー 　祥伝社文庫　2003年2月　　「夜の鳩」
- 翠迷宮 祥伝社文庫　2003年6月　　「黄昏のオー・ソレ・ミオ」
- 凶鳥の黒影 中井英夫へ捧げるオマージュ 河出書房新社 2004年9月　　「墓地見晴亭」